# Harveya buchwaldii
Harveya buchwaldii är en snyltrotsväxtart som beskrevs av Adolf Engler. Harveya buchwaldii ingår i släktet Harveya och familjen snyltrotsväxter. Inga underarter finns listade i Catalogue of Life.